# Horsholme
Horsholme eller Horsholmen i Øland Sogn, Jammerbugt Kommune (tidligere Brovst Kommune).
Oprindelig holme i Limfjorden som hørte under Oxholm og blev benyttet til græsningsareal for heste.
Da området blev afvandet under landindvindingen (1915-1962) blev holmene landfaste med resten af området.